# 11 octobre 1938
Le mardi 11 octobre 1938 est le 284e jour de l'année 1938.

## Naissances
- Darrall Imhoff (mort le 30 juin 2017), joueur de basket-ball américain
- José Estrada (mort le 23 août 1986), acteur, réalisateur et scénariste de cinéma mexicain
- Louise-Michelle Sauriol, écrivaine canadienne
- Roland Weller, entrepreneur et dirigeant sportif français
- Sansei Yamao (mort le 28 août 2001), poète japonais
- Stanisław Parzymies, chercheur en relations internationales polonais

## Événements
- Premier vol du chasseur bimoteur britannique Westland Whirlwind